# Hale County (Alabama)
Das Hale County ist ein County im Bundesstaat Alabama der Vereinigten Staaten. Der Verwaltungssitz (County Seat) ist Greensboro.

## Geographie
Das County liegt im Black Belt im mittleren Westen von Alabama, ist etwa 60 km von der Grenze zu Mississippi entfernt und hat eine Fläche von 1700 Quadratkilometern, wovon 33 Quadratkilometer Wasserfläche sind. Die Westgrenze wird durch den Black Warrior River gebildet. Durchzogen wird das County von den Wasserläufen Little Prairie Creek, Big Prairie Creek, Big Brush Creek und dem Fivemile Creek, die alle in den Black Warrior River münden. Das County grenzt im Uhrzeigersinn an folgende Countys: Tuscaloosa County, Bibb County, Perry County, Marengo County und Greene County.

## Verkehr
Innerhalb des Countys verlaufen die Alabama State Routes 14, 25, 60 und 69. Nur im äußersten Süden wird das County durch den U.S. Highway 80 tangiert.

## Geschichte
Im County sind Mounds der Mississippi-Kultur erhalten, die vor über 1000 Jahren errichtet wurden. Später lebten hier die Choctaw. Diese traten das Gebiet des heutigen Countys im Vertrag von Fort Stephens 1816 an die Vereinigten Staaten ab. Die ersten weißen Siedler kamen aus Georgia, Tennessee, Kentucky und North sowie South Carolina. Erste Ortschaften entstanden mit Greensboro, Newbern und Moundville, das erst Carthage hieß.
Hale County wurde am 30. Januar 1867 auf Beschluss der State Legislature aus Teilen des Greene, Marengo, Perry und Tuscaloosa Countys gebildet. Benannt wurde es nach dem Anwalt und Oberstleutnant Stephen Fowler Hale, der im Mexikanisch-Amerikanischen Krieg und im Sezessionskrieg kämpfte, wo er für die Confederate States Army bei Richmond fiel. Ein erstes Courthouse stand ab 1867, bevor es abgerissen und an seiner Stelle im Jahr 1908 das heutige errichtet wurde. Ein Brand zerstörte 1935 die oberen Stockwerke und den Uhrturm, die daraufhin erneuert wurden. Bis zur Great Depression war Baumwollanbau der wichtigste Wirtschaftsfaktor in der Region. Ab den 1930er Jahren stellten viele Farmer ihre Produktion auf Vieh- und Fischzucht sowie Sojabohnen und Mais um. Anders als benachbarte Countys erlebte Hale keinen industriellen Boom und ist bis heute sehr ländlich geprägt und von Armut gezeichnet.
Ein historisch großer Tornadoausbruch forderte am 27. April 2011 sechs Tote im County und mehr als 250 im gesamten Bundesstaat.

## Demographische Daten

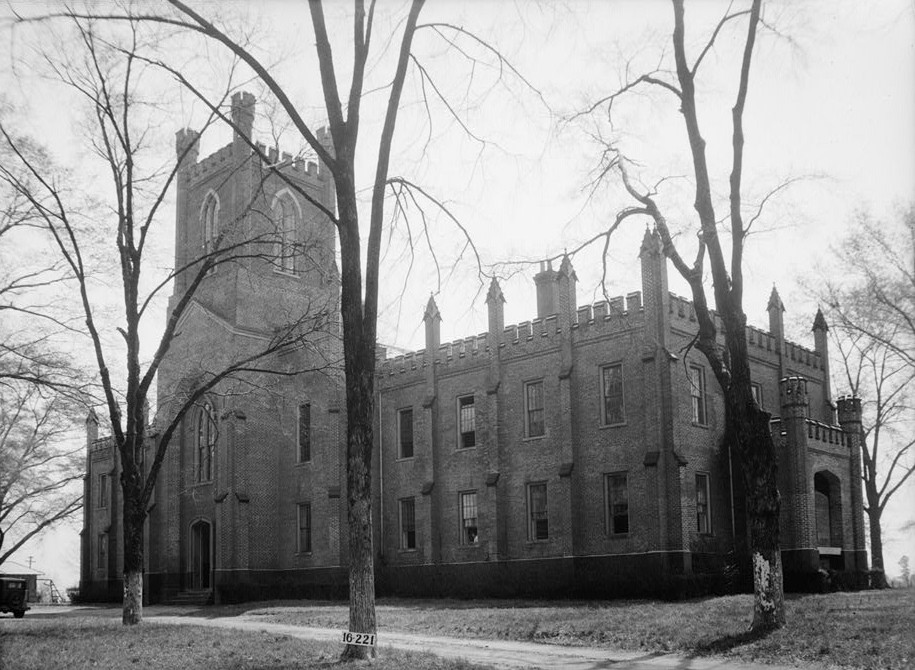
Ehemaliges Hauptgebäude der Southern University

Nach der Volkszählung im Jahr 2000 lebten im Hale County 17.185 Menschen. Davon wohnten 290 Personen in Sammelunterkünften, die anderen Einwohner lebten in 6.415 Haushalten und 4.605 Familien. Die Bevölkerungsdichte betrug 10 Einwohner pro Quadratkilometer. Ethnisch betrachtet setzte sich die Bevölkerung zusammen aus 39,83 Prozent Weißen, 58,95 Prozent Afroamerikanern, 0,17 Prozent amerikanischen Ureinwohnern, 0,16 Prozent Asiaten, 0,02 Prozent Bewohnern aus dem pazifischen Inselraum und 0,29 Prozent aus anderen ethnischen Gruppen; 0,58 Prozent stammten von zwei oder mehr Ethnien ab. 0,91 Prozent der Bevölkerung waren spanischer oder lateinamerikanischer Abstammung.
Von den 6.415 Haushalten hatten 36,5 Prozent Kinder und Jugendliche unter 18 Jahren, die bei ihnen lebten. In 45,6 Prozent lebten verheiratete, zusammen lebende Paare, 22,0 Prozent waren allein erziehende Mütter, 28,2 Prozent waren keine Familien, 26,4 Prozent aller Haushalte waren Singlehaushalte und in 10,9 Prozent lebten Menschen im Alter von 65 Jahren oder darüber. Die Durchschnittshaushaltsgröße betrug 2,63 und die durchschnittliche Familiengröße betrug 3,19 Personen.
29,6 Prozent der Bevölkerung waren unter 18 Jahre alt, 9,1 Prozent zwischen 18 und 24, 26,7 Prozent zwischen 25 und 44, 21,1 Prozent zwischen 45 und 64 und 13,5 Prozent waren 65 Jahre oder älter. Das Durchschnittsalter betrug 34 Jahre. Auf 100 weibliche Personen kamen 89,4 männliche Personen und auf Frauen im Alter von 18 Jahren und darüber kamen 83,6 Männer.
Das jährliche Durchschnittseinkommen eines Haushalts betrug 25.807 USD, das Durchschnittseinkommen einer Familie 31.875 USD. Männer hatten ein Durchschnittseinkommen von 28.493 USD, Frauen 19.363 USD. Das Prokopfeinkommen betrug 12.661 USD. 22,2 Prozent der Familien und 26,9 Prozent der Einwohner lebten unterhalb der Armutsgrenze.

## Kultur und Sehenswürdigkeiten

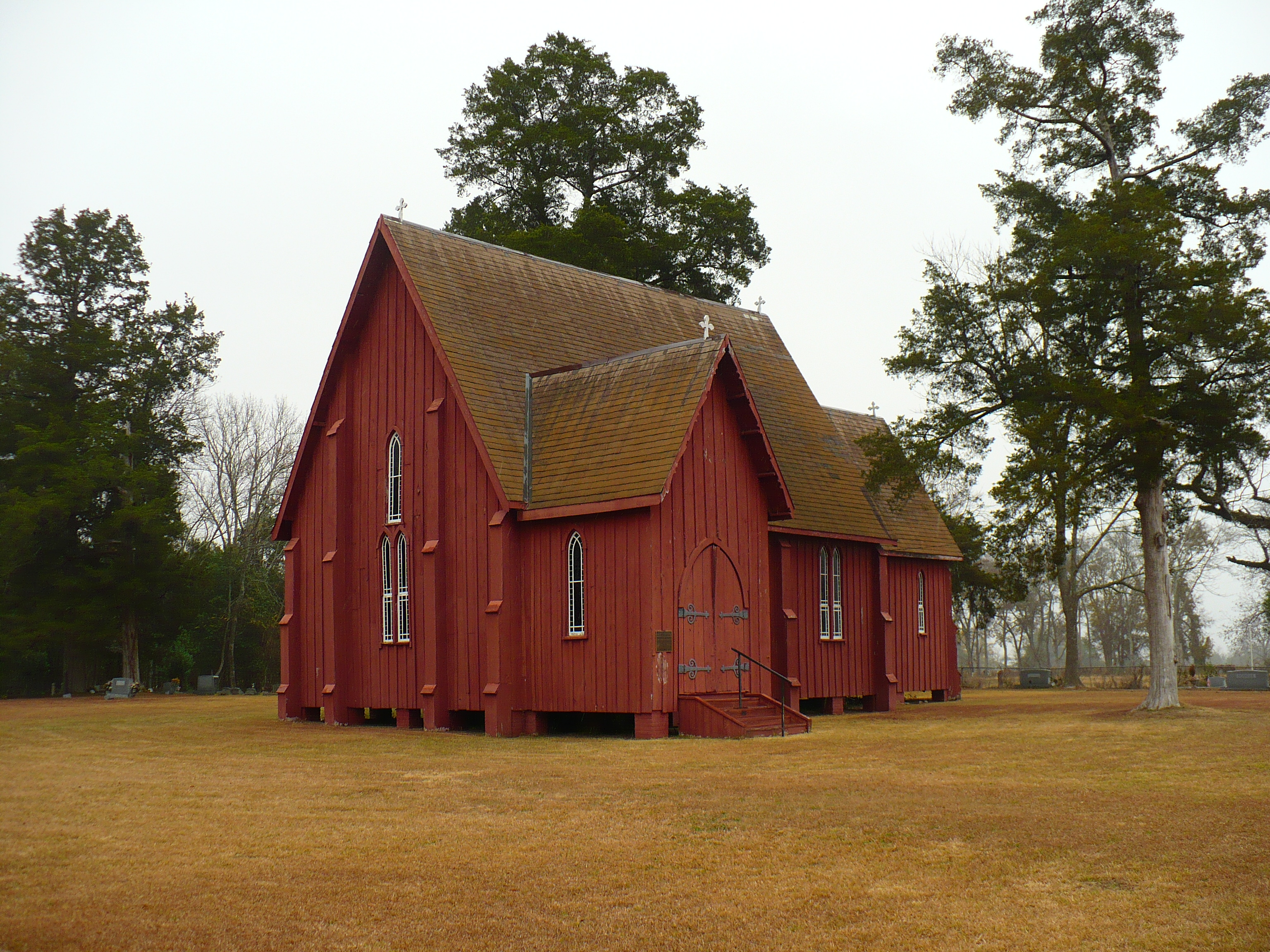
St. Andrew’s Church (2008)

Weil der County Seat im Sezessionskrieg relativ ungeschoren davonkam, sind insbesondere dort viele Bauten im Stile der Antebellum-Architektur erhalten. 20 Bauwerke und Stätten im County sind im National Register of Historic Places (NRHP) eingetragen (Stand 2. April 2020), wobei die Moundville Archaeological Site und die St. Andrew’s Church den Status eines National Historic Landmarks  haben.

## Orte im Hale County
- Akron
- Allenville
- Arcola
- Casemore
- Cedarville
- Cypress
- Darrah
- Evansville
- Gallion
- Gilmore Quarters
- Greensboro
- Harper Hill
- Havana
- Hogglesville
- Ingram
- Laneville
- Lock Five
- Melton
- Moundville
- New Prospect
- Newbern
- Oak Grove
- Oak Village
- Phipps
- Powers
- Prairieville
- Rosemary
- Sawyerville
- Stewart
- Whitsitt